# Dictyna foliacea
Dictyna foliacea är en spindelart som först beskrevs av Nicholas Marcellus Hentz 1850.  Dictyna foliacea ingår i släktet Dictyna och familjen kardarspindlar. Inga underarter finns listade i Catalogue of Life.